# 2011年パンアメリカン競技大会
2011年パンアメリカン競技大会（2011ねんパンアメリカンきょうぎたいかい、XVI Pan American Games Guadalajara 2011）は、2011年10月14日から10月30日までメキシコのグアダラハラで開催された第16回パンアメリカン競技大会である。

## 開催地決定まで
大会の開催都市をめぐっては2006年6月2日に開催されたPASOの理事会でドミニカ共和国のサントドミンゴ、アメリカ合衆国のサンアントニオ、メキシコのグアダラハラとの争いとなり、グアダラハラが開催権を獲得した。

## 競技会場
- エスタディオ・オムニライフ
- エスタディオ・ハリスコ
- エスタディオ・テルメックス
- スコシアバンク水泳センター
- CODEドーム

## 実施競技
- 水泳
  - 競泳
  - ダイビング
  - 水球
  - シンクロナイズドスイミング
- アーチェリー
- 陸上競技
- バドミントン
- 野球
- バスケットボール
- バスク・ペロタ
- ビーチバレーボール
- ボウリング
- ボクシング
- カヌー

- 自転車競技
- 馬術
- フェンシング
- ホッケー
- サッカー
- 体操競技
- ハンドボール
- 柔道
- 空手
- 近代五種
- ラケットボール
- ローラースケート
- 漕艇
- 7人制ラグビー

- セーリング
- 射撃
- ソフトボール
- スカッシュ
- 卓球
- テコンドー
- テニス
- トライアスロン
- バレーボール
- 水上スキー
- 重量挙げ
- レスリング

## 各国・地域のメダル獲得数
| 順 | 国・地域       | 金 | 銀 | 銅 | 計  |
| -- | -------------- | -- | -- | -- | --- |
| 1  | アメリカ合衆国 | 92 | 79 | 65 | 236 |
| 2  | キューバ       | 58 | 35 | 43 | 136 |
| 3  | ブラジル       | 48 | 35 | 58 | 141 |
| 4  | メキシコ       | 42 | 41 | 50 | 133 |
| 5  | カナダ         | 30 | 40 | 49 | 119 |
| 6  | コロンビア     | 24 | 25 | 35 | 84  |
| 7  | アルゼンチン   | 21 | 19 | 35 | 75  |
| 8  | ベネズエラ     | 12 | 27 | 33 | 72  |
| 9  | ドミニカ共和国 | 7  | 9  | 17 | 33  |
| 10 | エクアドル     | 7  | 8  | 9  | 24  |